# Ernst Voit
Ernst Eduard Voit (* 14. April 1838 in Speyer; † 14. Februar 1921 in München) war ein deutscher Physiker und Hochschullehrer.

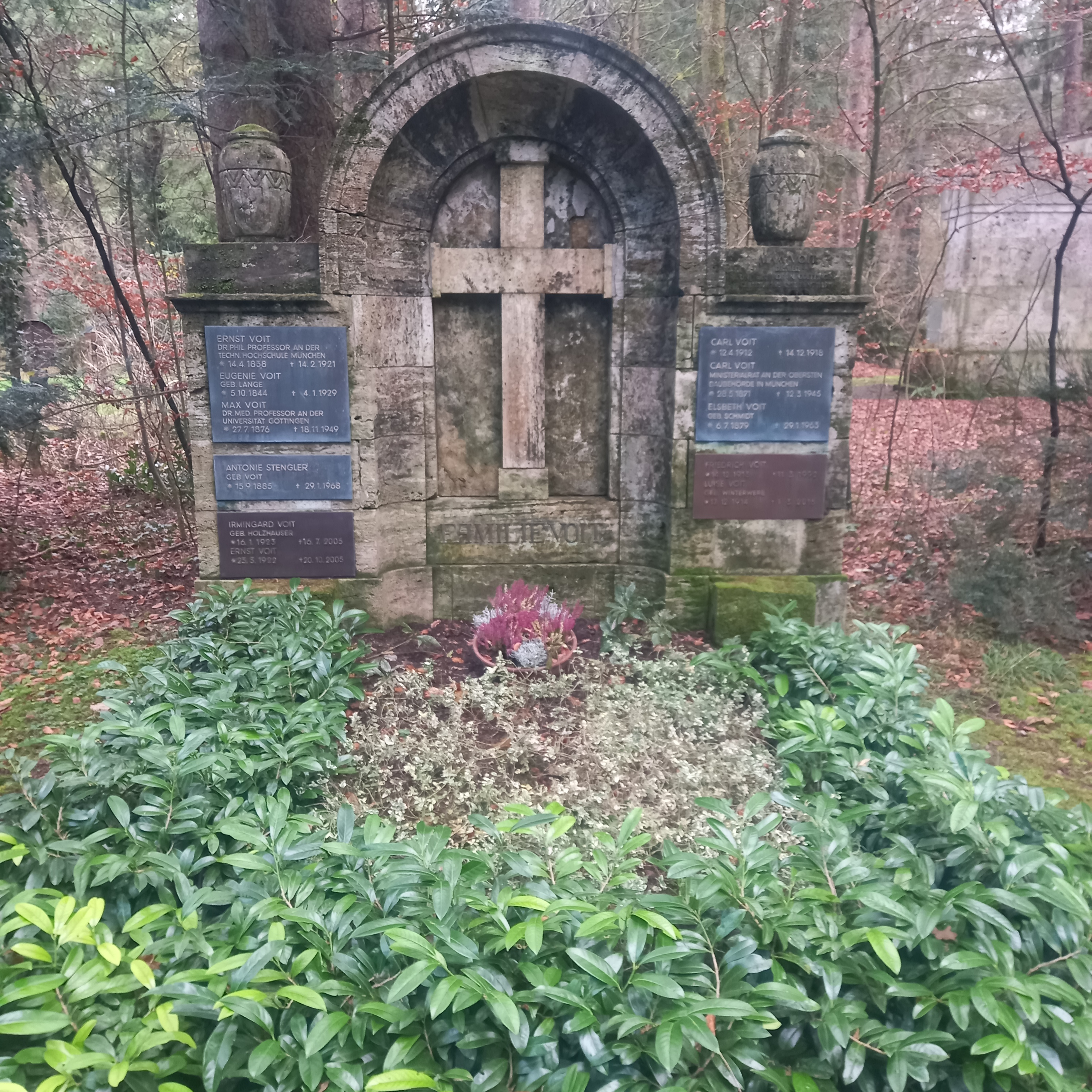
Das Grab von Ernst Voit und seiner Ehefrau Eugenie geborene Lange auf dem Waldfriedhof (München)

## Leben
Ernst Voit war das jüngste Kind aus der 1. Ehe seines Vaters, des Architekten August von Voit, mit Mathilde, geborene Burgett (1808–1845). Nach der Übersiedlung der Familie 1841 nach München wuchs Ernst Voit hier auf, zusammen mit seinen Geschwistern Karl, August (1834–1900) und Amalie (1836–1904) und mehreren Halbgeschwistern aus der 2. Ehe des Vaters.
Voit studierte Physik und promovierte zum Dr. phil. 1864 las er als Privatdozent am Polytechnikum – ab 1865 „Polytechnische Hochschule“ – in Karlsruhe, ab 1868 wirkte er als Professor an der „Königlichen Industrieschule“ in  München. An der „Polytechnischen Schule“ in München hielt er Vorlesungen über Dynamomaschinen zunächst wieder als Privatdozent, ab 1885 als ordentlicher Professor für Angewandte Physik im Bereich Heizungs- und Elektrotechnik. Auf den elektrotechnischen Ausstellungen 1882 in München und 1883 in Wien war er als Spezialist für technische Optik für die Durchführung von Lichtmessungen zuständig. Am 19. Juli 1886 erfolgte seine Wahl (Matrikel-Nr. 2582) in die Deutsche Akademie der Naturforscher Leopoldina, Sektion Physik. Ab 1893 war er Vorsitzender des „Münchener Elektrotechnischen Vereins“, ab 1898 Vorstand für die mechanisch-technische Abteilung der Hochschule, an der er auch die Prüfungskommission im Fachbereich Physik leitete. Beteiligt war er an den Arbeiten der 1900 gegründeten „Münchener elektrotechnischen Versuchsanstalt“.
Während seine Vorlesungen in Bezug auf wissenschaftliche Kompetenz und Aktualität kritisiert wurden, werden seine Leistungen auf dem Gebiet der technischen Optik hervorgehoben, unter anderem seine  Zusammenarbeit mit dem Physiker Philipp Ludwig von Seidel und dem Optiker Hugo Adolph Steinheil in München. Unter der Leitung von  des letzteren Vater Carl August von Steinheil führte er ab 1868 Untersuchungen zum Verhalten von Rädern auf Eisenbahnschienen und Längenmaßvergleichungen durch, worüber Steinheil in einer Sitzung der königl. bayer. Akademie der Wissenschaften in München berichtete. Ab 1870 arbeitete er am geodätischen Institut in Potsdam an Steinheils „Fühlspiegelkomparator“. 1883 veröffentlichte er seine Wägungsreihen mit verschiedenen Steinheilschen Bergkristall-Kilogrammgewichten. Mit dem Physiker Hugo Krüss entwickelte er ein Spectro-Photometer. Von 1899 bis 1907 gab er die 10 Bände der „Sammlung elektrotechnischer Vorträge“ bei Ferdinand Enke, Stuttgart, heraus.
1870 heiratete Voit Eugenie Antonie Lange (1844–1929), Tochter des Landschaftsmalers Julius Lange und Schwester des Direktors der Kunstgewerbeschule in München, Emil von Lange (1841–1926). 1889 erwarb er ein Haus in München (Barerstr. 33). Der Ehe entstammten drei Söhne und eine Tochter.

## Auszeichnungen
- 1884: Ritterkreuz des kaiserlich-österreichischen Franz-Josef-Ordens
- 1886: Verdienstorden der Bayerischen Krone
- 1896: Verdienstorden vom Hl. Michael IV. Klasse
- 1906: Verdienstorden vom Hl. Michael III. Klasse

Quelle:

## Schriften
- Über die Vergleichung von Bergkristall-Gewichten, in: Abhandlungen der mathematisch-physilkalischen Classe der königlichen Bayerischen Akademie der Wissenschaften (Denkschrift 50), Bd. 14. München 1883.
- Ueber die Diffusion von Flüssigkeiten, in: Sitzungsberichte der königl. Bayerischen Akademie der Wissenschaften. München 1867, 2, S. 483–486.
- Die Heizversuchsstation in München. / Die Warmwasserheizung in dem Gebäude für die königliche Brandversicherungs-Kammer zu München. / Studien über die Heizungen in den Schulhäusern Münchens.[11]
- Die Messungsresultate (der photometrischen Arbeiten der Prüfungs-Commission), in: Officieller Bericht über die Internationale Elektrotechnische Ausstellung. München (1892), S. 104.
- Ueber Lichtmessungen, in: Bayrisches Industrie- und Gewerbeblatt 15, 1883, S. 39.
- Die elektrotechnische Versuchsanstalt München, in: Bayrisches Industrie- und Gewerbeblatt 17, 1885, S. 99.
- Joseph von Fraunhofer, in: Bayer. Industrie- und Gewerbeblatt (Kommissions-Verlag von Theodor Riedel) 19, München 1887.
- Voraussetzung für Berechnung optischer Systeme und Anwendung auf einfache achromatische Linsen, in: Adolph Steinheil, Ernst Voit: Handbuch der angewandten Optik, Bd. 1. B.G.Teubner, Leipzig 1891.
- Der elektrische Lichtbogen, in: Sammlung elektrotechnischer Vorträge. Bd. 1, 1. Heft. Ferd. Enke, Stuttgart 1896.
- Elektrotechnisches Praktikum. Hilfsbuch für Studirende der Elektrotechnik in zwei Teilen von Ernst Voit und C. Heinke. S. Hirzel, Stuttgart 1897.
- Entwicklung der Beleuchtung und Beleuchtungstechnik / Feinmechanik in Bayern in: Darstellungen aus der Geschichte der Technik der Industrie und Landwirtschaft in Bayern. Festgabe der Königlichen technischen Hochschule in München zur Jahrhundertfeier der Annahme der Königswürde durch Kurfürst Maximilian IV. Joseph von Bayern. R. Oldenbourg, München und Berlin 1906, S. 53–63 bzw. 169–195.